# Харліс Москера
Харліс Аріель Москера Москера (ісп. Jarlis Ariel Mosquera Mosquera; нар. 3 вересня 1983, Пальміра, департамент Вальє-дель-Каука) — колумбійський борець вільного та греко-римського стилів, бронзовий призер Панамериканського чемпіонату, срібний призер Центральноамериканських і Карибських ігор, дворазовий срібний призер Боліваріанських ігор з греко-римської боротьби, дворазовий срібний призер Панамериканських чемпіонатів, чемпіон та срібний призер чемпіонатів Південної Америки, чемпіон Південноамериканських ігор, срібний призер Центральноамериканського і Карибського чемпіонату, срібний призер Центральноамериканських і Карибських ігор, чемпіон та дворазовий срібний призер Боліваріанських ігор з вільної боротьби, учасник Олімпійських ігор.

## Життєпис
У 2002 році став Панамериканським чемпіоном з греко-римської боротьби серед юніорів.

## Спортивні результати на міжнародних змаганнях

### Виступи на Олімпіадах
| Змагання                    | Збірна   | Вагова категорія          | Місце |
| --------------------------- | -------- | ------------------------- | ----- |
| Літні Олімпійські ігри 2008 | Колумбія | вільна боротьба, до 84 кг | 19    |

### Виступи на Чемпіонатах світу
| Змагання                        | Збірна   | Вагова категорія          | Місце |
| ------------------------------- | -------- | ------------------------- | ----- |
| Чемпіонат світу з боротьби 2011 | Колумбія | вільна боротьба, до 84 кг | 32    |

### Виступи на Панамериканських чемпіонатах
| Змагання                                   | Збірна   | Вагова категорія                  | Місце  |
| ------------------------------------------ | -------- | --------------------------------- | ------ |
| Панамериканський чемпіонат з боротьби 2006 | Колумбія | греко-римська боротьба, до 74 кг  | Бронза |
| Панамериканський чемпіонат з боротьби 2008 | Колумбія | вільна боротьба, до 84 кг         | Срібло |
| Панамериканський чемпіонат з боротьби 2009 | Колумбія | вільна боротьба, до 84 кг         | 5      |
| Панамериканський чемпіонат з боротьби 2011 | Колумбія | вільна боротьба, до 84 кг         | 13     |
| Панамериканський чемпіонат з боротьби 2011 | Колумбія | греко-римська боротьба, до 84 кг  | 5      |
| Панамериканський чемпіонат з боротьби 2012 | Колумбія | вільна боротьба, до 84 кг         | 5      |
| Панамериканський чемпіонат з боротьби 2014 | Колумбія | вільна боротьба, до 97 кг         | Срібло |
| Панамериканський чемпіонат з боротьби 2015 | Колумбія | вільна боротьба, до 125 кг        | 8      |
| Панамериканський чемпіонат з боротьби 2016 | Колумбія | греко-римська боротьба, до 130 кг | 10     |
| Панамериканський чемпіонат з боротьби 2016 | Колумбія | вільна боротьба, до 125 кг        | 5      |

### Виступи на Панамериканських іграх
| Змагання                  | Збірна   | Вагова категорія                 | Місце |
| ------------------------- | -------- | -------------------------------- | ----- |
| Панамериканські ігри 2003 | Колумбія | греко-римська боротьба, до 84 кг | 5     |
| Панамериканські ігри 2015 | Колумбія | вільна боротьба, до 97 кг        | 8     |

### Виступи на Чемпіонатах Південної Америки
| Змагання                                    | Збірна   | Вагова категорія          | Місце  |
| ------------------------------------------- | -------- | ------------------------- | ------ |
| Чемпіонат Південної Америки з боротьби 2012 | Колумбія | вільна боротьба, до 96 кг | Золото |
| Чемпіонат Південної Америки з боротьби 2013 | Колумбія | вільна боротьба, до 96 кг | Срібло |

### Виступи на Південноамериканських іграх
| Змагання                       | Збірна   | Вагова категорія          | Місце  |
| ------------------------------ | -------- | ------------------------- | ------ |
| Південноамериканські ігри 2014 | Колумбія | вільна боротьба, до 97 кг | Золото |

### Виступи на Центральноамериканських і Карибських чемпіонатах
| Змагання                                                       | Збірна   | Вагова категорія           | Місце  |
| -------------------------------------------------------------- | -------- | -------------------------- | ------ |
| Центральноамериканський і Карибський чемпіонат з боротьби 2018 | Колумбія | вільна боротьба, до 125 кг | Срібло |

### Виступи на Центральноамериканських і Карибських іграх
| Змагання                                                | Збірна   | Вагова категорія                 | Місце  |
| ------------------------------------------------------- | -------- | -------------------------------- | ------ |
| Центральноамериканські і Карибські ігри 2006            | Колумбія | греко-римська боротьба, до 74 кг | Срібло |
| Центральноамериканські і Карибські ігри 2010 (Маягуес)  | Колумбія | вільна боротьба, до 84 кг        | Срібло |
| Центральноамериканські і Карибські ігри 2014 (Сан-Хуан) | Колумбія | вільна боротьба, до 97 кг        | 7      |
| Центральноамериканські і Карибські ігри 2014 (Веракрус) | Колумбія | вільна боротьба, до 97 кг        | 7      |

### Виступи на Боліваріанських іграх
| Змагання                 | Збірна   | Вагова категорія                 | Місце  |
| ------------------------ | -------- | -------------------------------- | ------ |
| Боліваріанські ігри 2005 | Колумбія | греко-римська боротьба, до 96 кг | Срібло |
| Боліваріанські ігри 2009 | Колумбія | вільна боротьба, до 96 кг        | Золото |
| Боліваріанські ігри 2009 | Колумбія | греко-римська боротьба, до 96 кг | Срібло |
| Боліваріанські ігри 2013 | Колумбія | вільна боротьба, до 96 кг        | Срібло |
| Боліваріанські ігри 2017 | Колумбія | вільна боротьба, до 125 кг       | Срібло |

### Виступи на інших змаганнях
| Змагання                                                               | Збірна   | Вагова категорія          | Місце  |
| ---------------------------------------------------------------------- | -------- | ------------------------- | ------ |
| Олімпійський кваліфікаційний турнір з боротьби 2012 (Кіссіммі-Орландо) | Колумбія | вільна боротьба, до 84 кг | 7      |
| Кубок Гранми з боротьби 2014                                           | Колумбія | вільна боротьба, до 97 кг | Бронза |
| Олімпійський кваліфікаційний турнір з боротьби 2016 (Фріско)           | Колумбія | вільна боротьба, до 97 кг | Бронза |

### Виступи на змаганнях молодших вікових груп
| Змагання                                                 | Збірна   | Вагова категорія                 | Місце  |
| -------------------------------------------------------- | -------- | -------------------------------- | ------ |
| Панамериканський чемпіонат з боротьби серед юніорів 2002 | Колумбія | греко-римська боротьба, до 76 кг | Золото |